# Неда (име)
Неда је женско име словенског порекла. Настала је из корена имена Недељка.

## Познате особе са тим именом
- Неда Арнерић (1953 - 2020), српска и југословенска глумица
- Неда Бајсић (1942 - 2012), хрватска глумица
- Неда Божиновић (1917 - 2001), учесница Народноослободилачке борбе
- Неда Бокан (рођена 1947), српска професорка математике
- Неда Глушчевић (рођена 1948), бивша српска и југословенска рукометашица
- Неда Огњановић (1928 - 2006), српска и југословенска глумица
- Неда Спасојевић (1941 - 1981), српска глумица
- Неда Тодоровић (рођена 1948), српска новинарка
- Неда Украден (рођена 1950), српска певачица